# Port Macquarie
Port Macquarie är en ort i Australien. Den ligger i kommunen Port Macquarie-Hastings och delstaten New South Wales, i den sydöstra delen av landet, omkring 310 kilometer nordost om delstatshuvudstaden Sydney.
Port Macquarie är det största samhället i trakten. Genomsnittlig årsnederbörd är 1 846 millimeter. Den regnigaste månaden är februari, med i genomsnitt 373 mm nederbörd, och den torraste är september, med 34 mm nederbörd.